# Макаренки (Кировская область)
Макаренки — деревня в Юрьянском районе Кировской области в составе Медянского сельского поселения.

## География
Находится на расстоянии примерно 11 километров на запад по прямой от поселка Мурыгино.

## История
Известна с 1710 году как починок Перминовых с 1 двором (нынешнее название с 1939 года). В 1764 году учтено 17 жителей. В 1873 году отмечено дворов 8 и жителей 54, в 1905 9 и 42, в 1926 20 и 103, в 1950 18 и 54. В 1989 году постоянных жителей не осталось. Ныне имеет дачный характер.

## Население
Постоянное население  составляло не было учтено как в 2002 году, так и в 2010.